# Parksville (Columbia Británica)
Parksville es una ciudad canadiense situada en la provincia de Columbia Británica.

## Superficie
Parksville tiene una superficie de 14,52 km².

## Demografía
En 2021, tenía 13 642 habitantes, una densidad poblacional de 939,5 hab./km², y 7105 viviendas.